# STOCKMAN
STOCKMAN(ストックマン)は東京都新宿区出身のスリーピースバンド

## 概要
2001年4月、東京都立広尾高等学校の同級生4人で結成。踊れる要素の強いファンキーなバンド。

## メンバー
- 徹大（1986年1月12日生まれ、AB型、ギター・ボーカル）中野区出身。ソロシンガーソングライターとしても活動している。
- スパイシーさくら（1985年5月29日生まれ、A型、ベース・ボーカル）新宿区出身。TVCMや様々なアーティストのミュージックビデオにも出演している。多発性硬化症である。

- 丈丸（1986年1月25日生まれ、O型、ドラム・ボーカル）新宿区出身。イラストレーターとしても活動している。さくらとは幼馴染み。
- トゥービー  2016年脱退。現在は寿司職人。

## ディスコグラフィー

### シングル
- Harvest moon（2010年5月5日） ※タワーレコード限定シングル
  1. Harvest moon
  2. Dancing moon
  3. Bugaboo（Remix by POCHO da STEPPER）

### ミニアルバム
- Bugaboo disco!（2009年7月7日）
  1. Type site
  2. ドゥンガ ドゥンダ
  3. ケシキ
  4. 胎児
  5. Bugaboo
  6. Mushrooming
  7. Northern Lights
- EXOTIC（2010年8月18日）
  1. 〜marea viva〜
  2. Dancing moon (EXOTIC Version)
  3. Harvest moon (EXOTIC Version)
  4. Lupin
  5. Englishman in New York (STING)
  6. WANGAN LINE
  7. Just the two of us (Bill Withers, Ralph MacDonald, William Salter)
  8. Drawing green
  9. aureole